# Unicodeblock Lateinisch, erweitert-G
Der Unicodeblock Lateinisch, erweitert-G (engl. Latin Extended-G, 1DF00 bis U+1DFFF) enthält lateinische Schriftzeichen, mit denen fast alle VoQS-, IPA- und extIPA-Zeichen für die phonetische Transkription dargestellt werden können. Die Blöcke Lateinisch, erweitert-F und Lateinisch, erweitert-G enthalten die ersten lateinischen Buchstaben außerhalb der Basic Multilingual Plane (BMP).
Derzeit (Stand: 2022) unterstützen nur wenige Schriftarten die Zeichen, unter anderem Gentium, Andika 6.1 und Symbola 14.0.

## Tabelle
Alle Zeichen haben die bidirektionale Klasse „Links nach rechts“.
Der Block ist erst mit Standard 14.0.0 definiert und deshalb dürfte es bisher kaum Fonts für die Darstellung geben. Siehe Einleitung für unterstützende Fonts.
| Unicodenummer    | Zeichen (400 %) | Kategorie      | Offizielle Bezeichnung                                       | Beschreibung                                                                   |
| ---------------- | --------------- | -------------- | ------------------------------------------------------------ | ------------------------------------------------------------------------------ |
| U+1DF00 (122624) | 𝼀               | Kleinbuchstabe | LATIN SMALL LETTER FENG DIGRAPH WITH TRILL                   | Lateinischer Kleinbuchstabe f-Eng-Ligatur mit Vibrant                          |
| U+1DF01 (122625) | 𝼁               | Kleinbuchstabe | LATIN SMALL LETTER REVERSED SCRIPT G                         | Lateinischer Kleinbuchstabe gespiegeltes G in Schreibschrift                   |
| U+1DF02 (122626) | 𝼂               | Kleinbuchstabe | LATIN LETTER SMALL CAPITAL TURNED G                          | Lateinisches Kapitälchen gedrehtes G                                           |
| U+1DF03 (122627) | 𝼃               | Kleinbuchstabe | LATIN SMALL LETTER REVERSED K                                | Lateinischer Kleinbuchstabe gespiegeltes K                                     |
| U+1DF04 (122628) | 𝼄               | Kleinbuchstabe | LATIN LETTER SMALL CAPITAL L WITH BELT                       | Lateinisches Kapitälchen L mit Gürtel                                          |
| U+1DF05 (122629) | 𝼅               | Kleinbuchstabe | LATIN SMALL LETTER LEZH WITH RETROFLEX HOOK                  | Lateinischer Kleinbuchstabe Lezh mit Retroflexhaken                            |
| U+1DF06 (122630) | 𝼆               | Kleinbuchstabe | LATIN SMALL LETTER TURNED Y WITH BELT                        | Lateinischer Kleinbuchstabe gedrehtes Y mit Gürtel                             |
| U+1DF07 (122631) | 𝼇               | Kleinbuchstabe | LATIN SMALL LETTER REVERSED ENG                              | Lateinischer Kleinbuchstabe gespiegeltes Eng                                   |
| U+1DF08 (122632) | 𝼈               | Kleinbuchstabe | LATIN SMALL LETTER TURNED R WITH LONG LEG AND RETROFLEX HOOK | Lateinischer Kleinbuchstabe gedrehtes R mit langem Bein und Retroflexionshaken |
| U+1DF09 (122633) | 𝼉               | Kleinbuchstabe | LATIN SMALL LETTER T WITH HOOK AND RETROFLEX HOOK            | Lateinischer Kleinbuchstabe T mit Haken und Retroflexhaken                     |
| U+1DF0A (122634) | 𝼊               | Kleinbuchstabe | LATIN LETTER RETROFLEX CLICK WITH RETROFLEX HOOK             | Lateinischer Buchstabe retroflexer Klick mit Retroflexhaken                    |
| U+1DF0B (122635) | 𝼋               | Kleinbuchstabe | LATIN SMALL LETTER ESH WITH DOUBLE BAR                       | Lateinischer Kleinbuchstabe Esh mit doppeltem Querstrich                       |
| U+1DF0C (122636) | 𝼌               | Kleinbuchstabe | LATIN SMALL LETTER ESH WITH DOUBLE BAR AND CURL              | Lateinischer Kleinbuchstabe Esh mit doppeltem Querstrich und Kringel           |
| U+1DF0D (122637) | 𝼍               | Kleinbuchstabe | LATIN SMALL LETTER TURNED T WITH CURL                        | Lateinischer Kleinbuchstabe gedrehtes T mit Kringel                            |
| U+1DF0E (122638) | 𝼎               | Kleinbuchstabe | LATIN LETTER INVERTED GLOTTAL STOP WITH CURL                 | Lateinischer Buchstabe Ligatur von t und s                                     |
| U+1DF0F (122639) | 𝼏               | Kleinbuchstabe | LATIN LETTER STRETCHED C WITH CURL                           | Lateinischer Buchstabe gestrecktes C mit Kringel                               |
| U+1DF10 (122640) | 𝼐               | Kleinbuchstabe | LATIN LETTER SMALL CAPITAL TURNED K                          | Lateinisches Kapitälchen gedrehtes K                                           |
| U+1DF11 (122641) | 𝼑               | Kleinbuchstabe | LATIN SMALL LETTER L WITH FISHHOOK                           | Lateinisches Kapitälchen L mit Angelhaken                                      |
| U+1DF12 (122642) | 𝼒               | Kleinbuchstabe | LATIN SMALL LETTER DEZH DIGRAPH WITH PALATAL HOOK            | Lateinischer Kleinbuchstabe dz-Ligatur mit Unterschlinge und Palatalhaken      |
| U+1DF13 (122643) | 𝼓               | Kleinbuchstabe | LATIN SMALL LETTER L WITH BELT AND PALATAL HOOK              | Lateinischer Kleinbuchstabe L mit Gürtel und Retroflexhaken                    |
| U+1DF14 (122644) | 𝼔               | Kleinbuchstabe | LATIN SMALL LETTER ENG WITH PALATAL HOOK                     | Lateinischer Kleinbuchstabe Eng mit Palatalhaken                               |
| U+1DF15 (122645) | 𝼕               | Kleinbuchstabe | LATIN SMALL LETTER TURNED R WITH PALATAL HOOK                | Lateinischer Kleinbuchstabe gedrehtes R mit Palatalhaken                       |
| U+1DF16 (122646) | 𝼖               | Kleinbuchstabe | LATIN SMALL LETTER R WITH FISHHOOK AND PALATAL HOOK          | Lateinischer Kleinbuchstabe R mit Angelhaken und Palatalhaken                  |
| U+1DF17 (122647) | 𝼗               | Kleinbuchstabe | LATIN SMALL LETTER TESH DIGRAPH WITH PALATAL HOOK            | Lateinischer Kleinbuchstabe t-Esh-Ligatur mit Palatalhaken                     |
| U+1DF18 (122648) | 𝼘               | Kleinbuchstabe | LATIN SMALL LETTER EZH WITH PALATAL HOOK                     | Lateinischer Kleinbuchstabe z mit Unterschlinge und Palatalhaken               |
| U+1DF19 (122649) | 𝼙               | Kleinbuchstabe | LATIN SMALL LETTER DEZH DIGRAPH WITH RETROFLEX HOOK          | Lateinischer Kleinbuchstabe dz-Ligatur mit Unterschlinge und Retroflexhaken    |
| U+1DF1A (122650) | 𝼚               | Kleinbuchstabe | LATIN SMALL LETTER I WITH STROKE AND RETROFLEX HOOK          | Lateinischer Kleinbuchstabe I mit Strich und Retroflexhaken                    |
| U+1DF1B (122651) | 𝼛               | Kleinbuchstabe | LATIN SMALL LETTER O WITH RETROFLEX HOOK                     | Lateinischer Kleinbuchstabe O mit Retroflexhaken                               |
| U+1DF1C (122652) | 𝼜               | Kleinbuchstabe | LATIN SMALL LETTER TESH DIGRAPH WITH RETROFLEX HOOK          | Lateinischer Kleinbuchstabe t-Esh-Ligatur mit Retroflexhaken                   |
| U+1DF1D (122653) | 𝼝               | Kleinbuchstabe | LATIN SMALL LETTER C WITH RETROFLEX HOOK                     | Lateinischer Kleinbuchstabe C mit Retroflexhaken                               |
| U+1DF1E (122654) | 𝼞               | Kleinbuchstabe | LATIN SMALL LETTER S WITH CURL                               | Lateinischer Kleinbuchstabe S mit Kringel                                      |